# Littlest Pet Shop

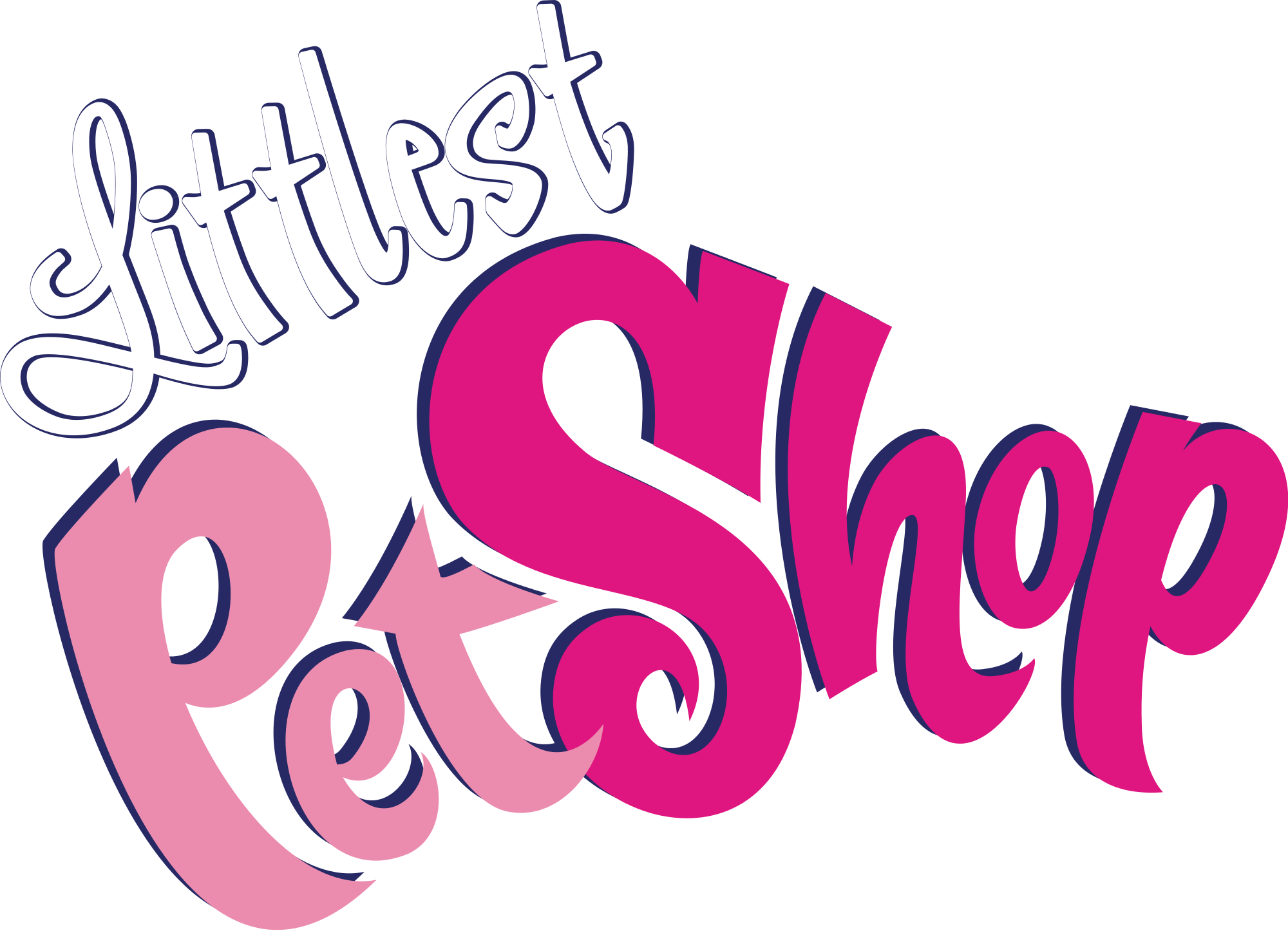
Logo de la série américano-canadienne Littlest Pet Shop, produite en 2012.

 (novembre 2024).
Cet article concerne une gamme de jouets. Pour séries télévisées, voir Rock amis, Littlest Pet Shop (série télévisée d'animation, 2012) et Littlest Petshop : Un monde à nous !.
Littlest Pet Shop (littéralement « Le plus petit magasin d'animaux de compagnie / La plus petite Animalerie », vendus en France sous le nom « Mes tout petits amis » entre 1992 et 1995) ou « LPS » est une gamme de jouets mixtes pour enfant créée par la société américaine Kenner, division de la société Tonka depuis 1987. Cette fusion-acquisition déstabilisera durablement Tonka qui sera finalement rachetée par Hasbro en 1991 ; Laquelle société fermera la division Jeux et jouets pour fille en 1997, avant de définitivement fermer les bureaux historiques de Kenner en 2000.

## Histoire
À leur création en 1992, la gamme de jouets Littlest Pet Shop (baptisée Mes tout petits amis en France) présente des animaux en plastique caricaturaux, munis de divers mécanismes, parfois sonores, et/ou d'aimants, leur permettant d'effectuer diverses actions (lever les pattes, poursuivre un objet, donner l'illusion de déplacement, ou se nourrir auprès de leur mère : cas des chatons, chiots, lapereaux ou lionceaux).
Ces animaux sont alors vendus avec des accessoires et des cages de transport (cas de la gamme initiale), lesquelles s'intégrant dans une mallette de transport évoquant une animalerie (et dans sa dernière version, un cabinet vétérinaire), ou des abris comme dans le cas de la série du Zoo. Série qui proposera également une mallette de transport, figurant l'entrée d'un zoo sur sa face avant et des écuries sur sa face postérieure, permettant l'intégration de l'évolution des nouvelles sous-gammes de jouets, initiées par les chevaux de race (Arabe, shetland, Appaloosa, Palomino) et les animaux de la ferme (Poule, Lapins, veau et Agneau), néanmoins cette mallette ne permet pas de ranger véritablement les divers sets dit du zoo.
Ces jouets se déclineront en divers univers : animalerie, zoo, haras, ferme, maison de campagne, forêt, parc à thème marin, concours de beauté, vétérinaire... Et sont aussi le support de divers partenariats commerciaux, comme avec McDonald's ou avec la série de films Beethoven.
Avec le rachat de Kenner, Hasbro dispose dès lors de l'ensemble du catalogue et de ses diverses marques. Cependant, pendant près de 10 ans (de 1997 à 2005), ils ne renouvelleront, ni ne rééditeront ces figurines.
En 2005 la marque Littlest Pet Shop, signée Hasbro, refait surface, entièrement modifiée dans un style chibi, influencée par les jouets plébiscités par les enfants. Présentant des têtes dites bobbleheads (tête branlante), les figurines sont plus grandes (presque deux fois plus), les têtes sont très caricaturales, représentant souvent la moitié du corps du jouet ; les yeux deviennent presque exorbités, s'éloignant du concept de Kenner. Seul reste l'aimant, dissimulé sous un cache rose et logé à l'intérieur des pattes avant gauche des nouvelles figurines. Comme pour la série originelle, la présence d'un aimant permet différentes interactions (comme l'ouverture des coffres).
Cette gamme est identifiée et nommée par les collectionneurs : 
- soit G2 (Génération 2), par ceux qui intègrent l'univers crée par la société Kenner,
- soit G1 - Hasbro -, pour les collectionneurs qui font la nuances entre les deux designs et l'« esprit » du jouet véhiculé par la première gamme, en effet ces figurines présentant une bobblehead sont très différentes de celles produites par Kenner.

À partir de 2007, le cache-aimant devient bleu et plus petit. Les figurines subissent également d'autres modifications : leurs yeux sont dorénavant vernis, à l'instar des figurines des années 1990, et des motifs blanc sérigraphiés seront apposés dans les pupilles, indiquant « leur caractère », mais de manière plus évidente, la sous-collection à laquelle ils appartiennent : un flocon de neige pour la série « Chilliest », un diamant pour les Fanciest, un cookie croqué pour le Hungriest, etc., jusqu'à présenter un symbole exclusif, un phylactère, pour une figurine éditée exclusivement pour la Comic-Con.
En 2008, l'aimant, présent sous la patte avant gauche, est retiré en raison du risque d'ingestion par les enfants, laissant dès lors un trou octogonal, lequel sera parfois utilisé sur diverses figurines pour actionner des mécanismes ou pour les fixer sur les divers sets de jeu produits.
En 2009 et jusqu'en 2012, Le symbole dans les yeux disparait, et la gamme s'ouvre également à une fusion avec les poupées Blythe, sous le nom de Blythe Loves Litlest Pet Shop, le format des jouets permettant cette intégration. Les poupées Blythe ont connu une histoire similaire à celle de Littlest Pet Shop, étant une gamme de poupée détenue originellement par Kenner et dont Hasbro obtiendra les droits à la suite du rachat de l'entreprise.
En 2012, la troisième génération historique, dite G3 ou G2 Hasbro, voit le jour en même temps que la série TV, les figurines adoptent de nouveaux designs, et sortent sous la forme de thématiques comme les « célébrités », ou le thème des sucreries et pâtisseries en 2013. Cependant, ces figurines, ne présentant pas le style Bobblehead ne plairont pas à tous les fans et les collectionneurs, et Hasbro recevra de nombreuses critiques, les poussant à rééditer quelques figurines de leur gamme G1, produite entre 2005 et 2011, sous le nom de Bobble in Style pour les dernières figurines de cette génération.
En 2016, Hasbro produit une nouvelle génération (G4 ou G3-Hasbro), suivant le design des personnages de la série télévisée et les baptise individuellement, ce qui n'avait plus été fait depuis le jouets produits par Kenner. Cette gamme nommée « Pawsabilities », sera complétée quelques mois plus tard par la gamme « Pets in the City ». Conscient du mécontentement du public à la suite de la G2 Hasbro et de la chute des ventes afférente, ces collections adopteront la fameuse "Bobble head" mais ne marquera pas le retour des figurines tant appréciées de la G1 d'Hasbro. Ce retour en grâce des « Bobble head », ne sera que de courte durée, Hasbro ayant décidé dès 2014 de définitivement les mettre à la retraite.
En 2017, la cinquième génération (G5 ou G4 - Hasbro -), arrive dans le commerce. Cette génération, accompagnant la série télévisée : "Littlest Pet Shop: A World of Our Own", voit le retour des grands yeux de la G1 Hasbro avec de toutes nouvelles formes rappelant celles de leurs premiers prédécesseurs. Ces collections possèdent diverses thématiques : noir et blanc ou arc-en-ciel par exemple, et auront la spécificité d'être disponible en trois tailles : teensie, mini, et classique (cette dernière étant similaire a celle produite dès l'origine par Hasbro).
De 2005 à 2020, Les Pet Shop — Hasbro — seront distribués en France, ce sans discontinuité, avec même certaines figurines exclusives seulement dans le territoire.
En 2020, seuls les magasins Gifi continuent la distribution des nouvelles figurines, notamment la série Keep Me Pack.
En fin d'année 2023, Basic Fun, une société spécialisée dans le relancement de jouets d'époque, a indiqué son intention de proposer à nouveau les figurines Littlest Pet Shop, à partir de janvier 2024, baptisant officiellement ce projet la G7, soit la septième génération. Les figurines reprennent les modèles originaux des figurines de la G2/G1 d'Hasbro, les plus appréciées des fans, mais Basic Fun annonce également la création de nouvelles figurines originales dans le même style, tel que des axolotls ou des capybaras. Un jeu Roblox à l'effigie de l'univers Littlest Pet Shop est sorti en même temps. Au cours de l'année 2024, plus de 120 figurines sont disponibles dans deux séries différentes. Une troisième série, qui réintroduira les formes les plus populaires de la G2, est prévue pour début 2025.

## Médias
Trois séries d'animations mettent en scène les figurines Littlest Pet Shop à travers leurs diverses générations :
- Rock amis (Littlest Pet Shop) en 1995 et diffusé sur M6 le mercredi après-midi ;
- Littlest Pet Shop (id.) en 2012 ;
- Littlest Petshop : Un monde à nous ! (Littlest Pet Shop: A World of Our Own) en 2018.

## Produits dérivés
On peut retrouver les produits Littlest Pet Shop sous différentes formes :
- jeux sur consoles (PetShop Hiver, PetShop Jungle, PetShop Jardin, PetShop Printemps, PetShop Friends en ville, PetShop Friends à la campagne, etc.) ;
- jeux en ligne ;
- affaires scolaires (sacs, trousses, crayons, règles, agendas) ;
- textile (vêtements et accessoires, literie, tapis) ;
- coloriages, album d'autocollants à collectionner ;
- petites figurines (chiens, chats, moutons, poissons, singes, écureuils, iguanes, tapirs, renards, oiseaux, girafes, souris, chauve-souris, paons, etc.) ;
- peluches ;
- jeux de société ;
- moyens de transports (vélos, rollers, skates).